# Sidharaha
Sidharaha – gaun wikas samiti we wschodniej części Nepalu w strefie Kośi w dystrykcie Morang. Według nepalskiego spisu powszechnego z 2001 roku liczył on 804 gospodarstw domowych i 3747 mieszkańców (1918 kobiet i 1829 mężczyzn).